# Carlo Innocenzi
Carlo Innocenzi, né le 29 avril 1899 à Monteleone di Spoleto (Ombrie) et mort le 24 mars 1962 à Rome, est un compositeur italien de musique de film.

## Biographie
Né à Monteleone di Spoleto, Carlo Innocenzi est connu comme compositeur de musique de film ; il a composé plus de 150 musiques de film depuis 1933. De 1958 à sa mort, il s'est concentré sur les musiques de péplum,.
Innocenzi a également composé plusieurs chansons pop, et certaines d'entre elles sont devenues des classiques, notamment Mille lire al mese et Valeria ragazza poco seria. Il était marié à Sonia Pearlwing, qui sous le nom de Marcella Rivi (it) est l'auteur des paroles de plusieurs chansons qu'il a composées.
Carlo Innocenzi est mort à Rome le 24 mars 1962.

## Filmographie partielle
- 1952 : Sur le pont des soupirs (Sul ponte dei sospiri) d'Antonio Leonviola
- 1952 : Le Passé d'une mère (Vedi Napoli e poi muori) de Riccardo Freda
- 1952 : Les Fiancés de Rome (Le ragazze di piazza di Spagna) de Luciano Emmer
- 1952 : Violence charnelle (Art. 519 codice penale) de Leonardo Cortese
- 1954 : L'Amour au collège (Terza liceo) de Luciano Emmer
- 1954 : Le Voiturier du Mont-Cenis (Il vetturale del Moncenisio) de Guido Brignone
- 1954 : Larmes d'amour (Lacrime d'amore) de Pino Mercanti
- 1955 : Ces demoiselles du téléphone de Gianni Franciolini
- 1955 : La Bague fatale (Lacrime di sposa) de Sante Chimirri
- 1957 : Suprême Confession (Suprema confessione) de Sergio Corbucci
- 1957 : Responsabilité limitée (I colpevoli)
- 1958 : Mia nonna poliziotto de Steno
- 1958 : Amour et Ennuis (Amore e guai) d'Angelo Dorigo
- 1959 : Un chant dans le désert (Un canto nel deserto) de Marino Girolami
- 1959 : La Terreur des barbares de Carlo Campogalliani
- 1960 : David et Goliath de Ferdinando Baldi et Richard Pottier
- 1960 : Les Amours d'Hercule de Carlo Ludovico Bragaglia
- 1961 : Maciste contre le Cyclope (Maciste nella terra dei ciclopi) d'Antonio Leonviola
- 1961 : Le Géant de la vallée des rois de Carlo Campogalliani
- 1961 : Samson contre Hercule de Gianfranco Parolini
- 1961 : La Bataille de Corinthe de Mario Costa
- 1961 : La Vengeance d'Ursus de Luigi Capuano
- 1961 : Ivan le conquérant de Primo Zeglio
- 1962 : Hercule se déchaîne de Gianfranco Parolini
- 1962 : Jules César contre les pirates (Giulio Cesare contro i pirati) de Sergio Grieco